# ابن الصحراء (فلم)
ابن الصحراء فيلم مصري من إنتاج عام 1942، بطولة بدر لاما وأنور وجدي، إخراج إبراهيم لاما.

## فريق العمل
- بدر لاما
- أنور وجدي
- روحية خالد
- درية أحمد
- إحسان الجزايرلي
- محمود المليجي

## روابط خارجية
- مقالات تستعمل روابط فنية بلا صلة مع ويكي بيانات